# Kīseh Lān
Kīseh Lān (persiska: کیسه لان, Kīslān, كيسلان) är en ort i Iran.   Den ligger i provinsen Kurdistan, i den nordvästra delen av landet, 400 km väster om huvudstaden Teheran. Kīseh Lān ligger 1 631 meter över havet och antalet invånare är 131.
Terrängen runt Kīseh Lān är lite kuperad.Runt Kīseh Lān är det ganska glesbefolkat, med 50 invånare per kvadratkilometer. Närmaste större samhälle är Şāḩeb, 6,1 km sydväst om Kīseh Lān. Trakten runt Kīseh Lān består i huvudsak av gräsmarker.